# Distichophyllum madurense
Distichophyllum madurense är en bladmossart som beskrevs av Thériot och Potier de la Varde 1925. Distichophyllum madurense ingår i släktet Distichophyllum och familjen Hookeriaceae. Inga underarter finns listade i Catalogue of Life.